# Croton agoensis
Espèce
Classification APG III (2009)
Croton agoensis est une espèce de plantes à fleurs du genre Croton et de la famille des Euphorbiaceae originaire du Brésil (Bahia).
Il a pour synonyme :
- Oxydectes agoensis (Baill.) Kuntze